# OAK (compagnie aéronautique)
OAK (Объединённая авиастроительная корпорация, pouvant se traduire par Compagnie aéronautique unifiée), ou en anglais  UAC pour United Aircraft Corporation, est un consortium aéronautique russe créé en février 2006 et rassemblant les principaux avionneurs civils et militaires de Russie : Soukhoï, MiG, Tupolev, Iliouchine, Yakovlev, Beriev et Irkout.

## Historique
Le président Vladimir Poutine a signé le 20 février 2006 un décret présidentiel portant création du consortium OAK, société intégrée regroupant l'industrie aéronautique russe. OAK englobe la totalité de l'industrie aéronautique russe ; une telle concentration n'avait jamais existé, même sous Staline. En effet, en URSS vers 1953, il existait environ 25 bureaux d'études expérimentaux (OKB) d'aéronautique auxquels étaient rattachées des usines de test et de fabrication.
En 2018, Rostec devient l'actionnaire public d'OAK.
En décembre 2021, la fusion entre OAK, Soukhoï et MiG est annoncée. Elle est effective le 1er juin 2022, Soukhoi et Mig devenant des marques commerciales.

## Activité
OAK assure la réalisation des projets de l'industrie aéronautique russe, dont l'avion régional "RRJ" de Soukhoï rebaptisé SuperJet 100 en juillet 2006 et un avion moyen-courrier appelé MC-21 (coopération de NPK Irkout, Iliouchine et Tupolev). OAK co-développe le CR929, futur avion long courrier, avec l’entreprise chinoise COMAC.
OAK assemble 7 chasseurs Soukhoï Su-35 et 6 Soukhoï Su-57 en 2022, 8 de ses derniers sont livrés aux forces aériennes russes, deux d'entre eux étant construit en 2021.

## Participation et actionnariat
OAK détient 5 % du capital d'Airbus Group (septembre 2006) achetés par l'État russe par le biais de la deuxième banque de Russie, la Vnechtorgbank.
Son capital est privé à 25 % (44 % d'Irkout) et étatique à 75 % (Soukhoï et autres entreprises publiques)
Le groupe Airbus détient 10 % des parts d'Irkout.